# 킬데베르투스 3세 아돕티부스
양자왕 힐데베르트 3세(Childebert III the Adopted)는 프랑크 왕국 아우스트라시아의 분국왕이었다. 아버지는 궁재인 그리모알트 1세로, 피핀 1세의 손자였다. 그는 아우스트라시아의 분국왕 지게베르트 3세의 양자가 되었으며 어린 다고베르트 2세를 제치고 일시적으로 아우스트라시아의 왕의 자리에 앉았다.